# Piper argyrites
Piper argyrites är en pepparväxtart som beskrevs av Ridley och C. Dc.. Piper argyrites ingår i släktet Piper och familjen pepparväxter. Inga underarter finns listade i Catalogue of Life.